# 红翁戎螺
红翁戎螺（学名：Mikadotrochus hirasei），是原始腹足目翁戎螺科帝翁戎螺屬的一种。主要分布于台湾，常栖息在深海。
曾用学名，2010年被Anseeuw P.认定为。